# فايز حلاوة
فايز محمد أحمد حلاوة مخرج مسرحي وكاتب وممثل مصري.

## عن حياته
ولد بمحافظة المنوفية كفر الشيخ إبراهيم مركز مدينة قويسنا عام 1932، وحصل على ليسانس الحقوق من جامعة عين شمس عام 1954، ثم إلتحق بمعهد الفنون المسرحية والذي تخرج منه عام 1958، ليتجه إلى العمل بالمسرح في أوائل الستينيات حيث أسس المسرح السياسي في مصر وألّف وأنتج و أخرج العديد من المسرحيات منها (بلاغ كاذب) عام 1962، البغل في الإبريق، حضرت صاحب العمارة، (روبابيكيا) عام 1967، يس ولدى، والتي شارك بتأليفها وإخراجها وكذلك التمثيل بها، لتتوالى بعدها أعماله خاصة في المسرح والتي من أبرزها (الثعلب فات، قهوة التوتة، نيام نيام)، كذلك له عدة تجارب بالعمل في السينما والتلفزيون منها (حمام الملاطيلي، شقلباظ)، و كتبت دراسات في معهد المصري للتمثيل لدراسه تأثيراتها على المجتمع السياسي في مصر في عصر جمال عبد الناصر، تزوج بالراقصة والممثلة تحية كاريوكا لمدة 18 سنة وتم الطلاق، ثم تزوج بالمذيعة فريال صالح وأنجب منها ابنته الوحيدة ابتهال عام 1986 وافته المنية عام 2002 إثر تعرضه لجلطة في المخ.